# Zaposlovanje vrhunskih športnikov v Sloveniji
Zaposlovanje vrhunskih športnikov se med državami razlikuje. V Sloveniji imajo vrhunski športniki, ob dovolj odmevni rezultatih, možnost zaposlitve na državni ravni – na Ministrstvu za obrambo, Ministrstvu za notranje zadeve in Ministrstvu za finance Republike Slovenije, poleg tega pa je v okviru Olimpijskega komiteja Slovenije (v nadaljevanju OKS) organizirana tudi pomoč in usmeritve športnikov po zaključeni športni karieri.
Šport je pomembna dejavnost družbe, njene dinamike in del splošne kulture, ki bogati kakovost življenja. Predstavlja predvsem zasebno dobrino, vendar je zaradi pozitivnih zunanjih učinkov tudi javna dobrina, saj predstavlja področje, na katerem se lahko prek dosežkov na mednarodni ravni uresničujejo koristi države (npr. prepoznavnost) in pomagajo pri njenem razvoju, zato zanj v Sloveniji obstaja javni interes, ki omogoča javno financiranje oz. sofinanciranje. Vrhunski šport je najvišja stopnja tekmovalnega športa, za katerega je značilna težnja po doseganju najboljših športnih rezultatov v posameznih panogah, poleg tega pa je zelo pomembno področje športa za družbo, nacijo in posameznika. Predstavlja pomemben simbol narodne identitete, zato ga neredko izpostavljamo kot najuspešnejši segment družbe . Poleg tega vrhunski športni dosežki posredno odražajo razvitost športne panoge, kažejo na njeno organiziranost, vplivajo na športno industrijo, trgovino, turizem, medije, posredno pa usmerjajo načine preživljanja prostega časa ljudi .
Glede na majhno število prebivalcev se Slovenija s svojimi registriranimi tekmovalci in njihovimi uspehi lahko primerja z zahodno Evropo in postsocialističnimi državami.

## Nazivi, pravice in dolžnosti športnikov po Zakonu o Športu (ZSpo)
Športnik je vsaka fizična oseba, ki je registrirana pri nacionalni panožni športni zvezi in tekmuje v uradnih tekmovalnih sistemih nacionalnih panožnih športnih zvez. 
Naziv vrhunskega športnika si pridobi državljan Republike Slovenije, ki doseže vrhunski športni dosežek mednarodne vrednosti. Vrhunski športniki niso nujno tudi profesionalci. Večina profesionalnih športnikov v Sloveniji nima vrhunskih rezultatov s skladu s priznanimi normami v svetu.
1. Pravice: Vrhunski športnik si lahko v Sloveniji pridobi pravico do:

- zdravstvenega zavarovanja,
- nezgodnega zavarovanja,
- porodniškega varstva,
- pokojninskega in invalidskega zavarovanja,
- prilagoditve opravljanja obveznosti iz izobraževalnega programa.

1. Dolžnosti: Vrhunski športnik se mora:

- na povabilo udeleževati nastopov reprezentanc Republike Slovenije,
- ravnati v skladu z mednarodnimi pravili in pravili nacionalnih panožnih športnih zvez ter normami športne etike in morale[5].

Poklicni športnik je posameznik, ki se preživlja s športom in je s športno organizacijo v delovnem ali kateremkoli pogodbenem razmerju ter dobiva za to plačo. Po drugi strani je lahko poklicni športnik tudi samostojni podjetnik, ki za svoje delo dobiva plačo. Posameznik lahko opravlja naloge v športu kot poklicni športnik, če:
- je dopolnil starost petnajst let,
- je aktiven športnik,
- je član nacionalne športne zveze,
- ima stalno ali začasno prebivališče v Republiki Sloveniji.

Poklicni športnik je vpisan v razvid poklicnih športnikov pri ministrstvu. Vodenje tega razvida predpiše minister.

### Pravice vrhunskih športnikov v zvezi z zaposlovanjem
Z ZSpo, z vsebinami ter strokovnimi in razvojnimi nalogami Nacionalnega programa športa (v nadaljevanju NPŠ) in drugimi predpisi je država za podporo športnikom, predvsem perspektivnim in vrhunskim športnikom, sprejela oziroma predpisala številne neposredne ali posredne ukrepe, namenjene tako uveljavljenim, vrhunskim športnikom, kot tudi mladim talentom. Aktualne pravice vrhunskih športnikov v povezavi z zaposlovanjem so:
- celotna športna kariera se lahko športniku tudi šteje kot delovna doba;
- zagotavljanje izjemne pokojnine osebam, ki imajo posebne zasluge na področju športa (osvojena medalja na OI, SP ali EP, ali dosežen svetovni rekord v članski konkurenci, ob izpolnitvi pogojev za starostno pokojnino);
- zaposlovanje vrhunskih športnikov v državni upravi[6].

Vrhunska športna kariera zahteva od posameznika popolno osredotočenost in številni posamezniki športu prilagodijo vse druge dejavnosti, tudi šolanje in izobraževanje. Zaradi aktivnega športnega udejstvovanja športniki pogosto opustijo šolanje in se mu posvetijo šele ob koncu športne kariere, kar lahko še poveča športnikove eksistencialne težave v pošportnem življenju. Le eden od petindvajsetih športnikov (4 %) bo namreč dosegel profesionalen status, ki mu bo omogočal, da bo z denarjem, ki ga bo zaslužil kot športnik živel celo življenje. Zaradi opustitve šolanja imajo športniki ob koncu kariere pogosto nižjo in slabšo izobrazbo kot njihovi vrstniki ne-športniki, poleg tega so športniki pogosto slabše pripravljeni na delo v poklicu. Zaradi neustrezne izobrazbe morajo bivši športniki sprejemati slabše plačana in manj zahtevna dela. Zelo pomembno pa je tudi financiranje športnika med samo športno kariero, zato se je v Sloveniji vrhunskim športnikom, na podlagi Sporazuma o zaposlovanju vrhunskih športnikov in trenerjev Arhivirano 2015-12-27 na Wayback Machine., omogočena zaposlitev na državni ravni.

## Sporazum o zaposlovanju vrhunskih športnikov in trenerjev
Za delo v vrhunskem športu so pomembni pogoji materialna baza, športna infrastruktura, strokovni kadri in zdravstveno raziskovalna dejavnost, zaradi česar je, na podlagi Sporazuma o zaposlovanju vrhunskih športnikov in trenerjev, sprejetega s strani Ministrstva za izobraževanje, znanost in šport ter OKS, smiselno in potrebno vrhunskim športnikom zagotavljati pogoje za nemoteno treniranje in tekmovanje. Osnovno izhodišče za zaposlovanje slovenskih vrhunskih športnikov in trenerjev je torej Sporazum o zaposlovanju vrhunskih športnikov in trenerjev v Ministrstvu za obrambo – slovenski vojski, na Ministrstvu za notranje zadeve – policiji in na Ministrstvu za finance – carinski upravi. 
V sporazumu so opredeljena naslednja merila za zaposlovanje:
- merilo športne kakovosti: je prednostno merilo, ki temelji na doseženih mednarodno primerljivih športnih rezultatih – v državni upravi se zaposlijo športniki svetovnega, mednarodnega in izjemoma tudi perspektivnega razreda;
- merilo prednosti športne panoge: prednostne športne panoge so na primer tiste panoge, ki so na programu mednarodnih vojaških športnih iger (strelstvo, borilni športi, alpinizem, biatlon, vojaški peteroboj, padalstvo ter športno plezanje) in panoge, ki so vključene v redno usposabljanje slovenske vojske (smučarski tek, alpsko smučanje, jadranje, kolesarstvo, atletika, plavanje, triatlon)[9],
- merilo posebnih potreb ministrstva: ministrstvo lahko določi »prednostne panoge«, ki so bolj koristne za usposabljanje njihovega kadra in jih zaposli ne glede na merilo športne kakovosti, pri čemer je potrebno zaposlitev po tem merilu vedno ustrezno utemeljiti;
- merilo za zaposlovanje trenerjev: na predlog nacionalnih panožnih športnih zvez lahko OKS predlaga zaposlitev trenerja državnih reprezentanc, pri čemer se kot merilo upoštevajo doseženi rezultati (npr. na OI, SP idp.)[3].

Število športnikov in trenerjev, kandidatov za zaposlitev je običajno večje, kot je na voljo prostih mest, zato je Strokovni svet za tekmovalni šport oblikoval kriterije za oblikovanje skupne prednostne liste kandidatov Arhivirano 2015-12-27 na Wayback Machine. , ki jih predlagajo nacionalne panožne športne zveze. Osnovno izhodišče za razvrstitev na prednostno listo je športnikov dosežek oziroma uvrstitev na največjih mednarodnih tekmovanjih. 
Mesečno ti športniki (in trenerji) prejemajo do 800 do 1000 evrov neto plače. Da se lahko športnik ali trener zaposli v državni službi pa mora imeti poleg dosežkov na mednarodni ravni tudi vsaj peto stopnjo izobrazbe, mora biti državljan Slovenije in dosegati mora določeno starost. Trajanje zaposlitve je odvisna od razreda, ki ga dosega športnik. Tisti v državnem razredu ima pogodbo za leto dni, v mednarodnem dve in v svetovnem razredu tri leta. 

## Nacionalni program športa (NPŠ) v republiki Sloveniji 2014-2023
NPŠ je temeljni strateški dokument za razvoj slovenskega športa za izbrano časovno obdobje. Še posebno težo mu daje splošen civilno-javni konsenz pri sprejemanju dokumenta, saj je bil s soglasjem sprejet tako na ravni javnih struktur (Državni zbor Republike Slovenije, Strokovni svet Vlade Republike Slovenije za šport), kakor tudi na ravni civilne organiziranosti športa v Sloveniji (OKS). Z NPŠ je opredeljeno uresničevanje javnega interesa na področju športa in z njim država soustvarja pogoje za razvoj športa. Med drugim z vsebinami ter s strokovnimi in razvojnimi nalogami določa način podpore tako uveljavljenim, vrhunskim športnikom, kot tudi mladim talentom. Država ima z Zakonom o športu in NPŠ sprejete številne sistemske ukrepe za podporo slovenskim športnikom, tako v času njihove aktivne športne poti, kot po njihovi končani športni karieri. Država in državni organi so v vrhunskih športnikih prepoznali tudi lastni interes in pričakovane splošne učinke njihovega zaposlovanja v državnih organih, pri čemer so sledili zgledom večine držav Evropske unije. V okviru NPŠ so si zadali strateški cilj zaposlitve 150 športnikov in trenerjev v javni upravi do leta 2023, poleg tega pa težijo k uveljavljanju usmeritev EU, ki se nanašajo na dvojno kariero športnikov.

## Dvojna kariera
Dvojna ureditev karier in poklicnih poti je že nekaj časa aktiven projekt, ki ga skušajo razvijati članice Evropske unije. Ureditev dvojnih poklicnih poti oz. dvojnih karier je koristna za športnike, športne kariere in izobraževalni sistem. Njihova ureditev pospešuje uresničevanje nove kariere po koncu športne in varuje položaj vrhunskih športnikov. 
Leta 2012 so se strokovnjaki s področja izobraževanja in športa sestali v Poznanu (Poljska), kjer so sprejeli nekatere smernice za pomoč pri razvoju in izboljšanju pogojev, potrebnih za razvoj dvojnih karier. Smernice vsebujejo ustrezen pravni in finančni okvir ter omogočajo prilagojene ureditve za nadarjene vrhunske športnike po vsej Evropi. Namen smernic je ustvariti primerno okolje za dvojno kariero športnikov in v okviru tega težijo k povečanju dojemljivosti športnih organizacij, vlade, izobraževalnih ustanov in delodajalcev za podporo vrhunskim športnikom. Osredotočajo se tudi na večjo mobilnost med državami, saj športniki predstavljajo eno najbolj mobilnih delov evropskega prebivalstva, ker pogosto potujejo v tujino zaradi tekmovanj, športnega treniranja ali študija in na pomoč manjšim državam ter nekaterim športom pri ureditvi dvojnih karier. Za razvoj športa je to pomemben korak, ki pomeni napredek v športu in znanostih v povezavi s športom, hkrati pa tudi več sposobnih in talentiranih ljudi v športno-izobraževalnih sistemih. Pojavi pa se problem nadzora delovanja v skladu s smernicami, saj je ta povezan z novimi finančnimi sredstvi, ki so omejena.

## Sponzorstva
Vrhunski šport danes ne more preživeti brez pokroviteljev, ki izdatno podpirajo šport, predvsem možnosti za vrhunsko športno ustvarjalnost in športnike same ter poleg dobrih možnosti za udejstvovanje skrbijo tudi za njihov gmotni položaj. Šport je za podjetja samo eno izmed trženjskih orodij za vstop na trg, uveljavitev na trgu. Večji medijski doseg ima športni dogodek ali športni zvezdnik, bolj privlačen je za podjetje oz. sponzorje, največ sredstev pa poberejo bolj komercialni športi. V Sloveniji obstaja relativno dobro strukturiran trg vrhunskega športa, ki pa je zaradi majhne številčnosti prebivalstva v Sloveniji močno omejen. Kot tak ne predstavlja tako velikega finančnega potencialna, kot ga imajo druge, po številu prebivalcev večje, po doseganju vrhunskih rezultatov pa slabše države. S tem pa so močno zmanjšane možnosti sponzoriranja in je zato slovenski šport za multinacionalke zanimiv samo ob internacionaliziranih športnih zvezdah in športnih dogodkih. 

### Vrhunski športniki z največ podpore sponzorjev
| Športniki            | Šport   | Znesek (milijoni) | Glavni sponzorji                                            |
| -------------------- | ------- | ----------------- | ----------------------------------------------------------- |
| Roger Federer        | Tenis   | 58                | Wilson, Nike, Rolex, Mercedes-Benz, Gillette                |
| Tiger Woods          | Golf    | 50                | Nike, Upper Deck, Rolex, Muscle Pharm, Fathead              |
| Phil Mickelson       | Golf    | 44                | KPMG, Rolex, ExxonMobil, Callaway, Barclays                 |
| Lebron James         | Košarka | 44                | Beats by Dre, Coca-Cola, Kia, McDonald’s, Samsung, Nike     |
| Kevin Durant         | Košarka | 35                | Nike, 2k Sports, Sprint, Sparkling ICE, KIND Snacks, Degree |
| Rory Mcilroy         | Golf    | 32                | Nike, Bose, EA Sports, Omega, Upper Deck                    |
| Novak Đoković        | Tenis   | 31                | Adidas, Pugeot, Mercedes-Benz, Uniqio, Seiko                |
| Rafel Nadal          | Tenis   | 28                | Tommy Hilfiger, Kia, Nike, Bacardi                          |
| Cristiano Ronaldo    | Nogomet | 27                | CR7, Nike, Clear, Herbalife, Samsung, Konami                |
| Mahendra Singh Dhoni | Kriket  | 27                | PepsiCo, Aircel, Godrej, Gulf Oil, Reebok                   |

### Najbogatejši športniki na svetu
Primerjava najbogatejših športnikov na svetu je delikatna zadeva, saj na primer v ZDA nimajo zadržkov in javno objavijo višino pogodb najboljših športnikov, medtem ko so v Evropi, vključno s Slovenijo, plače in njihova javna objava tabu. Tudi sicer je zaslužke športnikov težko primerjati, saj dobijo nekateri poleg plače še številne ugodnosti  (npr. stanovanje, avto), drugi pa si morajo vse priskrbeti sami.

#### Lestvica najbolje plačanih športnikov na svetu za leto 2015
| Športnik          | Šport   | Zaslužek (milijoni) |
| ----------------- | ------- | ------------------- |
| Floyd Mayweather  | Boks    | 269                 |
| Manny Pacquiao    | Boks    | 141                 |
| Cristiano Ronaldo | Nogomet | 70                  |
| Lionel Messi      | Nogomet | 64                  |
| Roger Federer     | Tenis   | 59                  |
| LeBron James      | Košarka | 57,3                |
| Kevin Durant      | Košarka | 47,9                |
| Phil Mickelson    | Golf    | 44,9                |
| Tiger Woods       | Golf    | 44,8                |
| Kobe Bryant       | Košarka | 43,8                |

## Zaključek kariere
Zaključku športnega udejstvovanja lahko sledijo težave na socio-ekonomski oziroma finančni ravni. Športniki se po koncu športne kariere soočajo z upadom prihodkov, s težavami pri iskanju zaposlitve in zagotavljanju socialne varnosti, poleg tega pa imajo profesionalni športniki malo izkušenj z denarjem. Denarne težave, glede na raziskave Werthnerja in Orlicka (1986), spremljajo konec športne kariere približno polovice športnikov. Njihova kariera je (relativno) kratka in statistika kaže, da v Ameriki 78% bivših profesionalnih košarkarjev v ligi NHL dve leti po upokojitvi bankrotira ali doživlja močan stres zaradi finančnih težav, zato se pogosto pri upravljanju s financami obračajo na finančne svetovalce. Žal pa nemalo zgodb kaže, da so bili športniki s strani svojih finančnih svetovalcev tudi ogoljufani, zato je še toliko bolj pomembno, da se tudi na državni ravni pomaga vrhunskim in profesionalnim športnikom s finančno podporo in pri njihovi tranziciji na trg dela. V eni izmed raziskav Svobode in Vaneka (1982)  se je med najbolj težavne spremembe po koncu kariere uvrstilo pomanjkanje poklicnih in delovnih izkušenj, poleg tega pa še sprememba načina življenja in življenjskih navad, organizacijske spremembe, navezovanje novih socialnih stikov v s športom nepovezanem okolju. Po drugi strani imajo vrhunski športniki sposobnosti in osebnostne lastnosti (npr. vztrajnost, zdržijo psihične pritiske ipd.), ki so cenjene v vseh podjetjih in jih lahko iz področja športa prenesejo na delovno mesto. V slovenski vojski imajo po koncu športne kariere možnost, da športniku ponudijo redno zaposlitev, če seveda izpolnjuje izobrazbene pogoje. V skladu s tem in pa s športno panogo, ki jo je gojil, poskušajo najti čim ustreznejše delovno mesto zanj.
Zaradi težav pri vključevanju (bivših) vrhunskih in profesionalnih športnikov na trg dela, je Mednarodni olimpijski komite pripravil Program razvoja zaposlitvene kariere za profesionalne športnike. V okviru tega je OKS je marca 2005 skupaj s svojim poslovnim partnerjem, kadrovsko agencijo Adecco, in Mednarodnim olimpijskim komitejem (MOK) razvil program, ki v 15-ih korakih športnikom pomaga skozi proces zaposlovanja - od analize osebnostnih lastnosti in zaposlitvenih želja do priprav na pogovore z delodajalci. Projekt se imenuje Razvojni program zaposlovanja športnikov in profesionalnim športnikom ob koncu njihove športne kariere pomaga pri prehodu na trg dela ter ustvarjanju nove kariere po zaključeni športni karieri. Program je namenjen
- vsem vrhunskim športnikom, ki si želijo pridobiti dodatno znanje in sposobnosti za uspešno prihodnost po športni karieri,
- vsem mladim vrhunskim športnikom, ki se največkrat premalo zavedajo pomembnosti razvoja celostne osebnosti (izobrazba in šport)[19].